# Astacoides betsileoensis
Astacoides betsileoensis là một loài tôm càng trong họ Parastacidae. Nó là loài đặc hữu các cao nguyên miền đông Madagascar tại các tỉnh Toamasina, Antananarivo và Fianarantsoa, với độ cao sinh sống 1.000-2.000 m. Các quần thể tại đây đang bị đe dọa bởi sự mất môi trường sống do chuyển đổi, cải tạo đất cũng như từ việc đánh bắt làm thực phẩm trong khu vực và sự săn bắt từ các loài du nhập.Tại thời điểm năm 2010 không có biện pháp cụ thể nào để bảo tồn, ngoại trừ giới hạn kích thước tối thiểu để đánh bắt là 10 cm. Tại một số khu vực, các quy tắc và cấm kị địa phương giúp kiểm soát áp lực từ việc đánh bắt.